# Atsushi Ito
Atsushi Ito (født 24. september 1983) er en tidligere japansk fodboldspiller.
Han har spillet for flere forskellige klubber i sin karriere, herunder JEF United Chiba og Tochigi SC.